# Pegasoferae

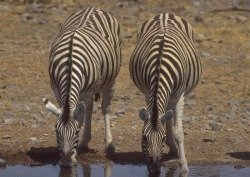
Zèbre membre des Pegasoferae

Les Pegasoferae sont un clade proposé de mammifères se basant sur la recherche génomique en systématique moléculaire par Nishihara, Hasegawa et Okada (2006). Le nom Pegasoferae a été inventé à partir du nom du cheval volant mythologique Pegasus pour désigner les chauves-souris et les chevaux, et du terme Ferae englobant carnivores et pangolins. 
Les théories antérieures de l'évolution des mammifères auraient, par exemple, aligné les chauves-souris avec les insectivores (ordre Eulipotyphla) et les chevaux avec les ongulés à nombre de doigts pair (ordre Artiodactyla). A la surprise des auteurs, leurs données les ont amenés à proposer un clade incluant :
- les chauve-souris (ordre Chiroptera)
- les carnivores tels que les chats et les chiens (ordre Carnivora )
- les équidés et autres ongulés à nombre de doigts impairs (ordre Perissodactyla)
- les pangolins (ordre Pholidota)

comme provenant d'une seule et même branche évolutive au sein des mammifères. Ainsi les plus proches parents vivants des périssodactyles seraient les carnivores.
Cependant certaines études moléculaires ultérieures contredisent cette théorie,,. En particulier deux études, chacune combinant des analyses à l'échelle du génome de plusieurs taxons avec des tests d'hypothèses phylogénétiques alternatives concurrentes, ont conclu que Pegasoferae n'est pas un groupement naturel,.